# NGC 3378
NGC 3378 (również PGC 32189) – galaktyka spiralna z poprzeczką (SBbc), znajdująca się w gwiazdozbiorze Pompy. Odkrył ją John Herschel 1 lutego 1835 roku.